# Munkedal (comuna)
Munkedal (em sueco: Munkedals kommun) é uma comuna da Suécia, cuja maior parte está localizada na província da Bohuslän, e uma parte menor na província da Dalsland, tudo fazendo parte da região da Gotalândia, no Sul do país. 
Sua capital é a cidade de Munkedal. 
Possui 634 quilômetros quadrados e segundo censo de 2018, havia 10 503.

## Património turístico
Alguns pontos turísticos mais procurados atualmente são:

- Fiorde Gullmarn - ”Fiorde de degrau” na comuna de Lysekil, e uma pequena parte na comuna de Munkedal